# Élections à Villeneuve-d'Ascq
Voici les résultats des principaux scrutins récents dans la commune de Villeneuve-d'Ascq. Cela signifie que, lors d'une élection qui regroupe une circonscription plus large (par exemple, les circonscriptions législatives), ce sont les résultats établis dans la commune et non dans ce territoire qui sont énoncés.

## Tendances électorales
| Élection                                             | Extrême gauche à gauche (LFI, PCF, LO, NPA et assimilés) | Gauche à centre gauche (EELV, PS et DVG) | Centre gauche à centre droit (LREM, MoDem, MR) | Centre droit à droite (LR, UDI, Agir et DVD) | Droite à extrême droite (RN, DLF, LP et assimilés) | Autres |
| ---------------------------------------------------- | -------------------------------------------------------- | ---------------------------------------- | ---------------------------------------------- | -------------------------------------------- | -------------------------------------------------- | ------ |
| Élection                                             |                                                          |                                          |                                                |                                              |                                                    |        |
| Élections législatives françaises de 2024 (2e tour)  | 49,83                                                    | x                                        | 27,88                                          | x                                            | 22,29                                              | x      |
| Élections législatives françaises de 2024 (1er tour) | 45,15                                                    | x                                        | 24,68                                          | 8,94                                         | 24,68                                              | 0,61   |
| Élections européennes de 2024                        | 24,79                                                    | 23,97                                    | 15,34                                          | 6,98                                         | 22,32                                              | 6,16   |
| Élections législatives françaises de 2022 (2e tour)  | 53,39                                                    | x                                        | 46,61                                          | x                                            | x                                                  | x      |
| Élections législatives françaises de 2022 (1er tour) | 42,87                                                    | 2,52                                     | 27,71                                          | 10,05                                        | 15,74                                              | 1,11   |
| Élection présidentielle française de 2022 (1er tour) | 37,93                                                    | 6,59                                     | 29,46                                          | 3,23                                         | 20,46                                              | 1,32   |
| Élections européennes de 2019                        | 12,38                                                    | 32,19                                    | 24,78                                          | 8,59                                         | 17,1                                               | 4,96   |
| Élections législatives françaises de 2017 (2e tour)  | 64,15                                                    | x                                        | 35,85                                          | x                                            | x                                                  | x      |
| Élections législatives françaises de 2017 (1er tour) | 19,81                                                    | 25,74                                    | 22,53                                          | 17,4                                         | 11,71                                              | 2,81   |
| Élection présidentielle française de 2017 (1er tour) | 29,22                                                    | 6.46                                     | 25.93                                          | 17,81                                        | 17.72                                              | 0.17   |

## Élections municipales

### 2020
Pour un article plus général, voir Élections municipales françaises de 2020.
- Maire sortant : Gérard Caudron (DVG)
- 49 sièges à pourvoir au conseil municipal (population légale 2017 : 63 408 habitants)
- 9 sièges à pourvoir au conseil communautaire (Métropole européenne de Lille)

Au premier tour, le maire sortant Gérard Caudron arrive largement en tête avec sa liste Ensemble pour Villeneuve d'Ascq 2020. Il est suivi par la liste emmenée par Pauline Ségard, Villeneuve d'Ascq citoyenne écolo solidaire (soutenue par EÉLV, le Front de gauche/Parti communiste, avec Hélène Hardy en 5e position) et par la liste Naturellement Villeneuve d'Ascq de Florence Bariseau (investie à la fois par Les Républicains et La République en marche). Le scrutin est marqué par une forte abstention, 67,57% des inscrits, due notamment à la peur des citoyens de se rendre aux urnes alors que la pandémie de Covid-19 sévit[réf. nécessaire].
| Tête de liste                                                     | Tête de liste            | Liste                    | Premier tour | Premier tour | Second tour | Second tour | Sièges | Sièges |
| Tête de liste                                                     | Tête de liste            | Liste                    | Voix         | %            | Voix        | %           | CM     | CC     |
| ----------------------------------------------------------------- | ------------------------ | ------------------------ | ------------ | ------------ | ----------- | ----------- | ------ | ------ |
|                                                                   | Gérard Caudron, *        | DVG-PS                   | 5 738        | 46,60        | 5 517       | 51,09       | 38     | 7      |
| Ensemble pour Villeneuve d'Ascq 2020                              |                          |                          | 5 738        | 46,60        | 5 517       | 51,09       | 38     | 7      |
|                                                                   | Pauline Ségard           | EELV                     | 2 366        | 19,21        | 3 201       | 29,64       | 7      | 1      |
| Villeneuve d'Ascq citoyenne écolo solidaire...                    |                          |                          | 2 366        | 19,21        | 3 201       | 29,64       | 7      | 1      |
|                                                                   | Gabriel Amard            | LFI                      | 1 008        | 8,18         | 3 201       | 29,64       | 7      | 1      |
| Décidez vous mêmes pour Villeneuve d'Ascq, la liste participative |                          |                          | 1 008        | 8,18         | 3 201       | 29,64       | 7      | 1      |
|                                                                   | Florence Bariseau,       | LREM-LR                  | 2 359        | 19,16        | 2 080       | 19,26       | 4      | 1      |
| Naturellement Villeneuve d'Ascq                                   |                          |                          | 2 359        | 19,16        | 2 080       | 19,26       | 4      | 1      |
|                                                                   | Frédéric Cerdobbel       | RN                       | 698          | 5,66         |             |             |        |        |
| Villeneuve d'Ascq, plus sûre, plus propre !                       |                          |                          | 698          | 5,66         |             |             |        |        |
|                                                                   | Pascale Rougée           | LO                       | 143          | 1,16         |             |             |        |        |
| Lutte ouvrière - Faire entendre le camp des travailleurs          |                          |                          | 143          | 1,16         |             |             |        |        |
|                                                                   |                          |                          |              |              |             |             |        |        |
| Votes valides                                                     | Votes valides            | Votes valides            | 12 312       | 96,85        | 10 798      | 97,99       |        |        |
| Votes blancs                                                      | Votes blancs             | Votes blancs             | 94           | 0,74         | 92          | 0,83        |        |        |
| Votes nuls                                                        | Votes nuls               | Votes nuls               | 306          | 2,41         | 129         | 1,17        |        |        |
| Total                                                             | Total                    | Total                    | 12 712       | 100,00       | 11 019      | 100,00      | 49     | 9      |
| Abstentions                                                       | Abstentions              | Abstentions              | 26 488       | 67,57        | 28 316      | 71,99       |        |        |
| Inscrits / participation                                          | Inscrits / participation | Inscrits / participation | 39 200       | 32,43        | 39 335      | 28,01       |        |        |
| * Liste du maire sortant                                          |                          |                          |              |              |             |             |        |        |

### 2014
Pour un article plus général, voir Élections municipales françaises de 2014.
Ce scrutin marque le ralliement de Christian Carnois, membre de l’opposition à la majorité municipale depuis 1995 sous les étiquettes UDF puis MoDem, à la liste de gauche de Gérard Caudron.
Au second tour, la liste divers gauche « Rassemblement citoyen » en tête n'a pas souhaité fusionner avec la liste Europe Écologie Les Verts (présents au conseil municipal depuis 1995, élus en 2008 sur la liste de Jean-Michel Stievenard), ni avec la liste FG alors que des communistes étaient présents au conseil municipal depuis la création de la ville nouvelle.
|                                                          | Gérard Caudron *    | DVG-PS-MoDem-PRG-MRC (UG) | 9 480  | 45,54  | 11 905 | 58,43  | 40 | 9 |  |  |
| Ensemble pour Villeneuve-d'Ascq 2014                     |                     |                           | 9 480  | 45,54  | 11 905 | 58,43  | 40 | 9 |  |  |
|                                                          | Florence Bariseau   | UMP-UDI (UD)              | 4 566  | 21,94  | 5 469  | 26,84  | 6  | 1 |  |  |
| Villeneuvois avant tout                                  |                     |                           | 4 566  | 21,94  | 5 469  | 26,84  | 6  | 1 |  |  |
|                                                          | Véronique Descamps  | FN                        | 3 013  | 14,48  | 2 998  | 14,71  | 3  | 0 |  |  |
| Villeneuve-d'Ascq bleu Marine                            |                     |                           | 3 013  | 14,48  | 2 998  | 14,71  | 3  | 0 |  |  |
|                                                          | Sandrine Rousseau   | EELV                      | 2 070  | 9,94   |        |        |    |   |  |  |
| L'écologie, la ville en mieux                            |                     |                           | 2 070  | 9,94   |        |        |    |   |  |  |
|                                                          | Martine Berthouloux | FG (PCF)                  | 1 300  | 6,25   |        |        |    |   |  |  |
| À Villeneuve-d'Ascq, l'Humain d'abord !                  |                     |                           | 1 300  | 6,25   |        |        |    |   |  |  |
|                                                          | Pascale Rougée      | LO                        | 386    | 1,85   |        |        |    |   |  |  |
| Lutte Ouvrière - Faire entendre le camp des travailleurs |                     |                           | 386    | 1,85   |        |        |    |   |  |  |
|                                                          |                     |                           |        |        |        |        |    |   |  |  |
| Inscrits                                                 | Inscrits            | Inscrits                  | 39 780 | 100,00 | 39 786 | 100,00 |    |   |  |  |
| Abstentions                                              | Abstentions         | Abstentions               | 18 426 | 46,32  | 18 280 | 45,95  |    |   |  |  |
| Votants                                                  | Votants             | Votants                   | 21 354 | 53,68  | 21 506 | 54,05  |    |   |  |  |
| Blancs et nuls                                           | Blancs et nuls      | Blancs et nuls            | 539    | 2,52   | 1 134  | 5,27   |    |   |  |  |
| Exprimés                                                 | Exprimés            | Exprimés                  | 20 815 | 97,48  | 20 372 | 94,73  |    |   |  |  |
| * Liste du maire sortant                                 |                     |                           |        |        |        |        |    |   |  |  |

### 2008
Pour un article plus général, voir Élections municipales françaises de 2008.
Ce scrutin comportait un duel fratricide : Gérard Caudron, maire de Villeneuve-d'Ascq de 1977 à 2001 faisait face à Jean-Michel Stievenard, maire sortant, ancien adjoint et premier adjoint de Gérard Caudron qui lui avait laissé son siège en 2001.
Gérard Caudron et sa liste « Ensemble pour Villeneuve-d'Ascq 2008 », arrivé largement en tête dès le premier tour, est élu. Jean-Michel Stievenard siègera néanmoins au conseil municipal et sa liste obtient 6 conseillers municipaux. La gauche a totalisé plus de 86 % des voix au second tour.
Au second tour, Les Verts ont soutenu la liste de Gérard Caudron et la liste conduite par Marc Delgrange (PCF) n'a pas donné de consignes de vote.
| Tête de liste                                                | Tête de liste            | Liste          | Premier tour | Premier tour | Second tour | Second tour | Sièges | Sièges |
| Tête de liste                                                | Tête de liste            | Liste          | Voix         | %            | Voix        | %           | CM     |        |
| ------------------------------------------------------------ | ------------------------ | -------------- | ------------ | ------------ | ----------- | ----------- | ------ | ------ |
|                                                              | Gérard Caudron           | DVG            | 9 633        | 42,82        | 13 293      | 58,83       | 40     |        |
| Ensemble pour Villeneuve-d'Ascq 2008                         |                          |                | 9 633        | 42,82        | 13 293      | 58,83       | 40     |        |
|                                                              | Jean-Michel Stievenard * | PS-PRG-MRC-LO  | 6 078        | 27,01        | 6 151       | 27,22       | 6      |        |
| Villeneuve-d'Ascq, une ville pour tous, solidaire et durable |                          |                | 6 078        | 27,01        | 6 151       | 27,22       | 6      |        |
|                                                              | Didier Plancke           | UMP            | 2 417        | 10,74        | 3 151       | 13,95       | 3      |        |
| Des idées neuves pour Villeneuve-d'Ascq                      |                          |                | 2 417        | 10,74        | 3 151       | 13,95       | 3      |        |
|                                                              | Christian Carnois        | MoDem          | 2 117        | 9,41         |             |             |        |        |
| Énergies nouvelles pour Villeneuve-d'Ascq                    |                          |                | 2 117        | 9,41         |             |             |        |        |
|                                                              | Florence Lecocq          | Verts          | 1 346        | 5,98         |             |             |        |        |
| Notre ville en vert                                          |                          |                | 1 346        | 5,98         |             |             |        |        |
|                                                              | Marc Delgrange           | PCF            | 908          | 4,04         |             |             |        |        |
| Résister et construire à gauche                              |                          |                | 908          | 4,04         |             |             |        |        |
|                                                              |                          |                |              |              |             |             |        |        |
| Inscrits                                                     | Inscrits                 | Inscrits       | 39 317       | 100,00       | 39 318      | 100,00      |        |        |
| Abstentions                                                  | Abstentions              | Abstentions    | 16 361       | 41,61        | 16 244      | 41,31       |        |        |
| Votants                                                      | Votants                  | Votants        | 22 956       | 58,39        | 23 074      | 58,69       |        |        |
| Blancs et nuls                                               | Blancs et nuls           | Blancs et nuls | 457          | 1,99         | 479         | 2,08        |        |        |
| Exprimés                                                     | Exprimés                 | Exprimés       | 22 499       | 98,01        | 22 595      | 97,92       |        |        |
| * Liste du maire sortant                                     |                          |                |              |              |             |             |        |        |

### 2001
Pour un article plus général, voir Élections municipales françaises de 2001.
Ce scrutin a vu la victoire de Jean-Michel Stievenard, premier adjoint au maire depuis 1977 et soutenu par le maire sortant Gérard Caudron. Son premier adjoint est Robert Vanovermeir, enseignant, dans l'équipe municipale depuis 1977.
| Tête de liste            | Tête de liste            | Liste              | Premier tour | Premier tour | Sièges | Sièges |
| Tête de liste            | Tête de liste            | Liste              | Voix         | %            | CM     |        |
| ------------------------ | ------------------------ | ------------------ | ------------ | ------------ | ------ | ------ |
|                          | Jean-Michel Stievenard * | PS-PC-PRG (G. pl.) | 11 091       | 58,39        | 39     |        |
|                          | Didier Plancke           | RPR-UDF (Un. d.)   | 5 580        | 29,37        | 7      |        |
|                          | Régis Debliqui           | LO                 | 2 325        | 12,24        | 3      |        |
|                          |                          |                    |              |              |        |        |
| Inscrits                 | Inscrits                 | Inscrits           | 36 172       | 100,00       |        |        |
| Abstentions              | Abstentions              | Abstentions        | 16 159       | 44,67        |        |        |
| Votants                  | Votants                  | Votants            | 20 013       | 55,33        |        |        |
| Blancs et nuls           | Blancs et nuls           | Blancs et nuls     | 1 017        | 5,08         |        |        |
| Exprimés                 | Exprimés                 | Exprimés           | 18 996       | 94,92        |        |        |
| * Liste du maire sortant |                          |                    |              |              |        |        |

### 1995
Pour un article plus général, voir Élections municipales françaises de 1995.
Gérard Caudron est réélu au premier tour, avec plus de 66 % des suffrages,.
| Tête de liste            | Tête de liste      | Liste                   | Premier tour | Premier tour | Sièges | Sièges |
| Tête de liste            | Tête de liste      | Liste                   | Voix         | %            | CM     |        |
| ------------------------ | ------------------ | ----------------------- | ------------ | ------------ | ------ | ------ |
|                          | Gérard Caudron *   | PS-PCF-MDC-Radical (UG) | 14 205       | 66,92        | 42     |        |
|                          | Dominique Rosselle | RPR-UDF (UD)            | 4 602        | 21,68        | 5      |        |
|                          | F. Lamboley        | DVD (RPR diss.)         | 1 285        | 6,05         | 1      |        |
|                          | R. Charbaut        | Verts                   | 1 133        | 5,33         | 1      |        |
|                          |                    |                         |              |              |        |        |
| Inscrits                 | Inscrits           | Inscrits                | 35 713       | 100,00       |        |        |
| Abstentions              | Abstentions        | Abstentions             | 14 085       | 39,43        |        |        |
| Votants                  | Votants            | Votants                 | 21 628       | 60,56        |        |        |
| Blancs ou nuls           | Blancs ou nuls     | Blancs ou nuls          | 403          | 1,86         |        |        |
| Exprimés,                | Exprimés,          | Exprimés,               | 21 225       | 98,13        |        |        |
| * Liste du maire sortant |                    |                         |              |              |        |        |

### 1989
Pour un article plus général, voir Élections municipales françaises de 1989.
Gérard Caudron est réélu au premier tour, avec plus de 63 % des suffrages.
| Tête de liste            | Tête de liste    | Liste                       | Premier tour | Premier tour | Sièges | Sièges |
| Tête de liste            | Tête de liste    | Liste                       | Voix         | %            | CM     |        |
| ------------------------ | ---------------- | --------------------------- | ------------ | ------------ | ------ | ------ |
|                          | Gérard Caudron * | PS-PCF-MRG-PSU-MRC (UG)     | 13 786       | 63,07        | 38     |        |
|                          | Guy Mulliez      | UDF-PR - UDF-CDS - RPR (UD) | 4 472        | 20,46        | 4      |        |
|                          | Marie Agbessi    | Verts                       | 2 090        | 9,56         | 2      |        |
|                          | Georges Dehove   | FN                          | 1 509        | 6,90         | 1      |        |
|                          |                  |                             |              |              |        |        |
| Inscrits                 | Inscrits         | Inscrits                    | 36 235       | 100,00       |        |        |
| Abstentions              | Abstentions      | Abstentions                 | 13 851       | 38,23        |        |        |
| Votants                  | Votants          | Votants                     | 22 384       | 61,77        |        |        |
| Nuls                     | Nuls             | Nuls                        | 527          | 1,45         |        |        |
| Exprimés                 | Exprimés         | Exprimés                    | 21 857       | 60,32        |        |        |
| * Liste du maire sortant |                  |                             |              |              |        |        |

### 1983
Pour un article plus général, voir Élections municipales françaises de 1983.
Gérard Caudron est réélu avec près de 59 % des voix au premier tour.
| Tête de liste            | Tête de liste    | Liste                   | Premier tour | Premier tour | Sièges | Sièges |
| Tête de liste            | Tête de liste    | Liste                   | Voix         | %            | CM     |        |
| ------------------------ | ---------------- | ----------------------- | ------------ | ------------ | ------ | ------ |
|                          | Gérard Caudron * | PS-PCF-MRG-PSU (Un. g.) | 13 289       | 58,75        | 36     |        |
|                          | Monique Loosen   | RPR-UDF-DVD (Un. opp.)  | 9 327        | 41,24        | 9      |        |
|                          |                  |                         |              |              |        |        |
| Inscrits                 | Inscrits         | Inscrits                | 31 809       | 100,00       |        |        |
| Abstentions              | Abstentions      | Abstentions             | 8 487        | 26,68        |        |        |
| Votants                  | Votants          | Votants                 | 23 322       | 73,32        |        |        |
| Nuls                     | Nuls             | Nuls                    | 706          | 2,22         |        |        |
| Exprimés                 | Exprimés         | Exprimés                | 22 616       | 71,10        |        |        |
| * Liste du maire sortant |                  |                         |              |              |        |        |

### 1977
Pour un article plus général, voir Élections municipales françaises de 1977.
| Tête de liste | Tête de liste  | Liste               | Premier tour | Premier tour | Sièges | Sièges |
| Tête de liste | Tête de liste  | Liste               | Voix         | %            | CM     |        |
| ------------- | -------------- | ------------------- | ------------ | ------------ | ------ | ------ |
|               | Gérard Caudron | PS-PCF-MRG (Un. g.) | 9 199        | 55,35        | 33     |        |
|               | Pierre Antoine | RPR-RI-CDS (Maj.)   | 7 418        | 44,64        |        |        |
|               |                |                     |              |              |        |        |
| Inscrits      | Inscrits       | Inscrits            | 21 282       | 100,00       |        |        |
| Abstentions   | Abstentions    | Abstentions         | 4 148        | 19,49        |        |        |
| Votants       | Votants        | Votants             | 17 134       | 80,51        |        |        |
| Nuls          | Nuls           | Nuls                | 517          | 2,43         |        |        |
| Exprimés      | Exprimés       | Exprimés            | 16 617       | 78,08        |        |        |

### 1976
En février 1976, une élection partielle est organisée où la liste du Parti socialiste arrive en tête avec 26 % des voix, provoquée par un différend entre le maire Jean Desmarets et son premier adjoint Pierre Defives,, et parce que le pouvoir sur la municipalité est réellement détenu par l'EPALE, composé d'élus désignés par la Communauté Urbaine où un seul Villeneuvois est présent. Au conseil municipal (à majorité de droite) entrent alors 12 conseillers d'opposition : 6 socialistes (dont le futur maire Gérard Caudron), 5 communistes et 1 radical de gauche.
| Tête de liste                     | Tête de liste    | Liste       | Premier tour | Premier tour | Second tour | Second tour | Sièges  | Sièges |
| Tête de liste                     | Tête de liste    | Liste       | Voix         | %            | Voix        | %           | CM      |        |
| --------------------------------- | ---------------- | ----------- | ------------ | ------------ | ----------- | ----------- | ------- | ------ |
|                                   | Gérard Caudron   | PS          | 2 824        | 28,63        | 5 821       | 51,18       | 12      |        |
|                                   | Yvan Renar       | PCF         | 2 348        | 23,80        | 5 821       | 51,18       | 12      |        |
|                                   | Jean Lempereur   | MRG         | 252          | 2,55         | 5 821       | 51,18       | 12      |        |
|                                   | Pierre Antoine * | UDR-RI-CNI  | 2 726        | 27,63        | 5 552       | 48,81       | 0       |        |
|                                   | Gilbert Chauvin  | CD-Mod.     | 1 687        | 17,10        | Retrait     | Retrait     | Retrait |        |
|                                   |                  |             |              |              |             |             |         |        |
| Inscrits                          | Inscrits         | Inscrits    | 18 291       | 100,00       | 18 291      | 100,00      |         |        |
| Abstentions                       | Abstentions      | Abstentions | 8 154        | 44,58        | -           | -           |         |        |
| Votants                           | Votants          | Votants     | 10 137       | 55,42        | -           | -           |         |        |
| Exprimés                          | Exprimés         | Exprimés    | 9 864        | 53,93        | -           | -           |         |        |
| * Liste de la majorité municipale |                  |             |              |              |             |             |         |        |

### 1971
Pour un article plus général, voir Élections municipales françaises de 1971.
Jean Desmarets, maire de Flers-lez-Lille, a remporté les élections. Les socialistes ont fait 11 % en 1971.
| Tête de liste            | Tête de liste    | Liste       | Premier tour | Premier tour | Second tour | Second tour | Sièges | Sièges |
| Tête de liste            | Tête de liste    | Liste       | Voix         | %            | Voix        | %           | CM     |        |
| ------------------------ | ---------------- | ----------- | ------------ | ------------ | ----------- | ----------- | ------ | ------ |
|                          | Jean Desmarets * | CNI-Mod.    | 4 564        | 44,44        | 6 355       | 61,61       | 27     |        |
|                          | Yvan Renar       | PCF         | 2 077        | 20,22        | 3 960       | 38,39       |        |        |
|                          | M. Desquesne     | PS-Centr.   | 1 406        | 13,69        | 3 960       | 38,39       |        |        |
|                          | Joseph Frys      | UDR diss.   | 1 583        | 15,41        |             |             |        |        |
|                          | ?                | PSU         | 564          | 5,49         |             |             |        |        |
|                          |                  |             |              |              |             |             |        |        |
| Inscrits                 | Inscrits         | Inscrits    | 13 899       | 100,00       | 13 899      | 100,00      |        |        |
| Abstentions              | Abstentions      | Abstentions | 3 320        | 23,88        | 3 273       | 23,55       |        |        |
| Votants                  | Votants          | Votants     | 10 579       | 76,11        | 10 626      | 76,45       |        |        |
| Exprimés                 | Exprimés         | Exprimés    | 10 270       | 73,89        | 10 315      | 74,21       |        |        |
| * Liste du maire sortant |                  |             |              |              |             |             |        |        |

## Élections cantonales puis départementales

### 2015 - Canton de Villeneuve-d'Ascq
Pour un article plus général, voir Élections départementales françaises de 2015.
Pour cette élection, les deux précédents cantons de Villeneuve-d'Ascq ont été fusionnés. Didier Manier, conseiller sortant en poste depuis 1998, a été réélu.
| Candidats            | Candidats           | Partis      | Partis      | Premier tour | Premier tour | Second tour | Second tour |
| Candidats            | Candidats           | Partis      | Partis      | Voix         | %            | Voix        | %           |
| -------------------- | ------------------- | ----------- | ----------- | ------------ | ------------ | ----------- | ----------- |
| 1                    | Didier Manier*      |             | PS          | 6 673        | 31,01        | 10 197      | 52,38       |
| 1                    | Françoise Martin    |             | RC          | 6 673        | 31,01        | 10 197      | 52,38       |
| 2                    | Sophie Lefebvre     |             | UMP         | 5 814        | 27,02        | 9 270       | 47,62       |
| 2                    | Thierry Rolland     |             | DVD         | 5 814        | 27,02        | 9 270       | 47,62       |
| 3                    | Véronique Descamps  |             | FN          | 5 017        | 23,31        |             |             |
| 3                    | Pascal Reignier     |             | FN          | 5 017        | 23,31        |             |             |
| 4                    | Xavier Hardy        |             | EELV        | 1 903        | 8,84         |             |             |
| 4                    | Sandrine Rousseau   |             | EELV        | 1 903        | 8,84         |             |             |
| 5                    | Marie-Pierre Cauwet |             | FG          | 1 380        | 6,41         |             |             |
| 5                    | Dominique Lecomte   |             | FG          | 1 380        | 6,41         |             |             |
| 6                    | Anne Betting        |             | ND          | 732          | 3,40         |             |             |
| 6                    | Xavier Roussel      |             | ND          | 732          | 3,40         |             |             |
|                      |                     |             |             |              |              |             |             |
| Inscrits             | Inscrits            | Inscrits    | Inscrits    | 47 808       |              | 47 808      | 100,00      |
| Abstentions          | Abstentions         | Abstentions | Abstentions | 25 545       | 53,43        | 26 684      | 55,81       |
| Votants              | Votants             | Votants     | Votants     | 22 263       | 46,57        | 21 124      | 44,19       |
| Blancs               | Blancs              | Blancs      | Blancs      | 481          | 2,16         | 1 122       | 5,31        |
| Nuls                 | Nuls                | Nuls        | Nuls        | 263          | 1,18         | 535         | 2,53        |
| Exprimés             | Exprimés            | Exprimés    | Exprimés    | 21 519       | 96,66        | 19 467      | 92,16       |
| * conseiller sortant |                     |             |             |              |              |             |             |

Explication du scrutin :  pouvaient se présenter au second tour les  binômes qui avaient obtenu un nombre de suffrages au moins égal à 12,5 % des électeurs inscrits (seuls les candidats PS étaient dans ce cas avec 14,67 % des inscrits) et si un seul binôme a obtenu 12,5 % des inscrits, les deux binômes ayant obtenu le plus de voix au premier tour peuvent se présenter (ici, les candidats du PS et d l'UMP, qui avaient respectivement 14,67 % et 10,53 % des inscrits au premier tour),.

### 2011 - Canton de Villeneuve-d'Ascq-Nord
Pour un article plus général, voir Élections cantonales françaises de 2011.
Le candidat des Verts soutenu par la majorité municipale, Malik Ifri, n'a pas réussi à accéder au second tour et a été largement devancé par le candidat du Parti socialiste, Didier Manier, conseiller sortant en poste depuis 1998 qui a été réélu au second tour. Le candidat du Front national a accédé au second tour et obtenu un score historique pour son parti dans la commune.
| Candidats      | Candidats          | Étiquette      | Premier tour | Premier tour | Second tour | Second tour |
| Candidats      | Candidats          | Étiquette      | Voix         | %            | Voix        | %           |
| -------------- | ------------------ | -------------- | ------------ | ------------ | ----------- | ----------- |
|                | Didier Manier*     | PS             | 2 560        | 35,65        | 5 686       | 73,56       |
|                | François de Weppes | FN             | 1 435        | 19,98        | 2 044       | 26,44       |
|                | Malik Ifri         | EÉLV           | 1 096        | 15,26        |             |             |
|                | Florence Bariseau  | UMP            | 962          | 13,4         |             |             |
|                | Roland Diagne      | FG (PCF)       | 577          | 8,04         |             |             |
|                | Christian Carnois  | MoDem          | 551          | 7,67         |             |             |
|                |                    |                |              |              |             |             |
| Inscrits       | Inscrits           | Inscrits       | 20 162       | 100,00       | 20 162      | 100,00      |
| Abstentions    | Abstentions        | Abstentions    | 12 849       | 63,73        | 11 896      | 59,00       |
| Votants        | Votants            | Votants        | 7 313        | 36,27        | 8 266       | 41,00       |
| Blancs et nuls | Blancs et nuls     | Blancs et nuls | 132          | 0,65         | 536         | 2,66        |
| Exprimés       | Exprimés           | Exprimés       | 7 181        | 35,62        | 7 730       | 38,34       |
| * sortant      |                    |                |              |              |             |             |

### 2008 - Canton de Villeneuve-d'Ascq-Sud
La candidate du Rassemblement Citoyen, soutenue par Gérard Caudron, a devancé la candidate du Parti socialiste.

#### 2etour
|  | Candidat                   | Parti                                 | Voix  | % exprimés |
|  | -------------------------- | ------------------------------------- | ----- | ---------- |
|  | Monique Lempereur          | Rassemblement Citoyen (Divers gauche) | 4 911 | 45,22 %    |
|  | Olfa Laforce-Ben Abdennebi | Parti socialiste                      | 3 063 | 28,20 %    |
|  | Christian Carnois          | Mouvement démocrate                   | 2 886 | 26,57 %    |

Le taux d'abstention de cette élection était de 41,63 %, et 2,71 % des votants ont voté blanc ou nul.

#### 1ertour
|  | Candidat                   | Parti                                 | Voix  | % exprimés |
|  | -------------------------- | ------------------------------------- | ----- | ---------- |
|  | Monique Lempereur          | Rassemblement Citoyen (Divers gauche) | 3 531 | 32,70 %    |
|  | Olfa Laforce-Ben Abdennebi | Parti socialiste                      | 2 457 | 22,76 %    |
|  | Christian Carnois          | Mouvement démocrate                   | 1 979 | 18,33 %    |
|  | Jean-François Hilaire      | Union pour un mouvement populaire     | 1 053 | 9,75 %     |
|  | Pierre-Jocelyn Huyghe      | Les Verts                             | 945   | 8,75 %     |
|  | Martine Berthouloux        | Parti communiste                      | 500   | 4,63 %     |
|  | Frédéric Gossart           | Front national                        | 332   | 3,07 %     |

Le taux d'abstention de cette élection était de 42,63 %, et 2,71 % des votants ont voté blanc ou nul.

### 2004 - Canton de Villeneuve-d'Ascq-Nord

#### 2etour
|  | Candidat       | Parti                             | Voix  | % exprimés |
|  | -------------- | --------------------------------- | ----- | ---------- |
|  | Didier Manier  | Parti socialiste                  | 7 763 | 68,35 %    |
|  | Didier Plancke | Union pour un mouvement populaire | 3 595 | 31,65 %    |

Le taux d'abstention de cette élection était de 37,33 %, et 6,20 % des votants ont voté blanc ou nul.

#### 1ertour
|  | Candidat       | Parti                             | Voix  | % exprimés |
|  | -------------- | --------------------------------- | ----- | ---------- |
|  | Didier Manier  | Parti socialiste                  | 4 794 | 42,16 %    |
|  | Didier Plancke | Union pour un mouvement populaire | 2 452 | 21,56 %    |
|  | Malik Ifri     | Les Verts                         | 1 460 | 12,84 %    |
|  | Jean Mariel    | Front national                    | 1 390 | 12,22 %    |
|  | Pascale Rougée | Lutte ouvrière                    | 656   | 5,77 %     |
|  | Marc Delgrange | Parti communiste                  | 620   | 5,45 %     |

Le taux d'abstention de cette élection était de 39,10 %, et 3,33 % des votants ont voté blanc ou nul.

### 2001 - Canton de Villeneuve-d'Ascq-Sud

#### 2etour
|  | Candidat          | Parti                              | Voix  | % exprimés |
|  | ----------------- | ---------------------------------- | ----- | ---------- |
|  | Guy Renaux        | Parti socialiste                   | 3 898 | 53,15 %    |
|  | Christian Carnois | Union pour la démocratie française | 3 436 | 46,85 %    |

Le taux d'abstention de cette élection était de 57,10 %, et 4,60 % des votants ont voté blanc ou nul.

#### 1ertour
|  | Candidat            | Parti                              | Voix  | % exprimés |
|  | ------------------- | ---------------------------------- | ----- | ---------- |
|  | Christian Carnois   | Union pour la démocratie française | 2 929 | 30,85 %    |
|  | Guy Renaux          | Parti socialiste                   | 2 694 | 28,37 %    |
|  | Marie Agbessi       | Les Verts                          | 1 190 | 12,53 %    |
|  | Yves Perlein        | Mouvement des citoyens             | 777   | 8,18 %     |
|  | Patrick Caboor      | Front national                     | 675   | 7,11 %     |
|  | Régis Debliqui      | Lutte ouvrière                     | 589   | 6,20 %     |
|  | Martine Berthouloux | Parti communiste                   | 438   | 4,61 %     |
|  | Jean Delval         | Mouvement national républicain     | 203   | 2,14 %     |

Le taux d'abstention de cette élection était de 45,30 %, et 3,14 % des votants ont voté blanc ou nul.

### 1998 - Canton de Villeneuve-d'Ascq-Nord
En 1998, Didier Manier (Parti socialiste) remporte l'élection face à M. Rossel (droite), avec plus de 68 %.

### 1994 - Canton de Villeneuve-d'Ascq-Sud
En 1994, Jean-Michel Stievenard, conseiller général du canton de Villeneuve-d'Ascq depuis 1989, est élu dans le canton sud.

#### 2etour
Jean-Michel Stievenard a réuni 56,59 % des suffrages au deuxième tour.

#### 1ertour
Le total des voix de gauche au premier tour était de 51,55 %.

### 1989 - Canton de Villeneuve-d'Ascq
Fin 1989 a eu lieu une élection partielle. Jean-Michel Stievenard, premier adjoint au maire, remporte l'élection.
Le taux d'abstention de ces élections était de 73 %.

### 1988  - Canton de Villeneuve-d'Ascq
En 1988, Gérard Caudron, maire de la commune, remporte l'élection avec près de 61 % et est élu dès le premier tour.

### 1982 - Canton de Villeneuve-d'Ascq
En 1982, Gérard Caudron, maire de la ville, réalise un score de 48 % des voix au premier tour.

## Élections régionales

### 2015

#### Résultat
| Tête de liste | Tête de liste        | Liste                            | Premier tour | Premier tour | Second tour | Second tour | Sièges | Sièges |
| Tête de liste | Tête de liste        | Liste                            | #            | %            | #           | %           | #      | %      |
| ------------- | -------------------- | -------------------------------- | ------------ | ------------ | ----------- | ----------- | ------ | ------ |
|               | Xavier Bertrand      | LR - UDI - MoDem - CNIP - CPNT   | 5 055        | 24,01        | 17 535      | 77,56       |        |        |
|               | Marine Le Pen        | FN                               | 4 452        | 21,15        | 5 073       | 22,44       |        |        |
|               | Pierre de Saintignon | PS - PRG - MRC - UDE - MEI - MDP | 7 034        | 33,41        |             |             |        |        |
|               | Sandrine Rousseau    | EELV - PG - ND                   | 2 013        | 9,56         |             |             |        |        |
|               | Fabien Roussel       | PCF - E! - R&S - CC,             | 1 258        | 5,98         |             |             |        |        |
|               | Jean-Philippe Tanguy | DLF                              | 369          | 1,75         |             |             |        |        |
|               | Sylvain Blondel      | NC                               | 341          | 1,62         |             |             |        |        |
|               | Éric Pecqueur        | LO                               | 317          | 1,51         |             |             |        |        |
|               | Éric Mascaro         | UPR                              | 214          | 1,02         |             |             |        |        |
|               |                      |                                  |              |              |             |             |        |        |
| Inscrits      | Inscrits             | Inscrits                         | 40 383       | 100,00       | 40 387      | 100,00      |        |        |
| Abstentions   | Abstentions          | Abstentions                      | 18 776       | 46,49        | 15 996      | 39,61       |        |        |
| Votants       | Votants              | Votants                          | 21 607       | 53,51        | 24 391      | 60,39       |        |        |
| Blancs        | Blancs               | Blancs                           | 363          | 0,90         | 1210        | 3,00        |        |        |
| Nuls          | Nuls                 | Nuls                             | 191          | 0,47         | 573         | 1,42        |        |        |
| Exprimés      | Exprimés             | Exprimés                         | 21 053       | 52,13        | 22 608      | 55,98       |        |        |

* Président sortant

#### 1ertour
C'est la première élection au sein de la nouvelle grande région. Au 1er tour, le candidat du Parti socialiste est arrivé nettement en première position dans la commune, alors qu'il est bon troisième au niveau régional. Le score du Front national est 2 fois inférieur au score régional, mais cependant en nette progression par rapport à la précédente élection. la liste d'union EELV-PG double son score régional ; le vote en faveur des Républicains est identique à la moyenne régionale.
Il y a des disparités importantes dans la ville suivant les bureaux. L'Esp. République-Salle Marianne (110) à Annappes détient plusieurs records : le score le plus faible pour un bureau de la commune du Front national (8,9 %) et du Parti socialiste (14,41%) ainsi que le meilleur score pour Les Républicains (66,04%). Le meilleur score du Front national est de 41,07 % au bureau Pablo Picasso (204) et de 37% à Mermoz (116). Le Parti socialiste réalise son meilleur score à Bossuet (241) avec 44,12 % et EELV à René Clair (130) avec 15,25 %.

#### 2etour
Pierre de Saintignon s'étant désisté, l'élection opposait dans la région Marine Le Pen, présidente du Front national à Xavier Bertrand, ancien ministre membre des Républicains. Les électeurs ont clairement plébiscité Xavier Bertrand, la candidate d'extrême-droite stagnant au second tour.

### 2010

#### 2etour
|  | Candidat         | Parti                                 | Voix   | % exprimés |
|  | ---------------- | ------------------------------------- | ------ | ---------- |
|  | Daniel Percheron | Parti socialiste, Parti communiste    | 11 229 | 60,98 %    |
|  | Valérie Létard   | Union pour la majorité présidentielle | 4 731  | 25,69 %    |
|  | Marine Le Pen    | Front national                        | 2 453  | 13,01 %    |

Le taux d'abstention de ces élections était de 51,93 % des inscrits. Parmi les votants, 3,18 % ont voté blanc ou nul.

#### 1ertour
|  | Candidat            | Parti                                                     | Voix  | % exprimés |
|  | ------------------- | --------------------------------------------------------- | ----- | ---------- |
|  | Daniel Percheron    | Parti socialiste, Parti communiste                        | 5 052 | 30,26 %    |
|  | Jean-François Caron | Europe Écologie, Alliance écologiste indépendante         | 3 516 | 21,06 %    |
|  | Valérie Létard      | Union pour la majorité présidentielle                     | 3 198 | 19,15 %    |
|  | Marine Le Pen       | Front national                                            | 1 804 | 10,80 %    |
|  | Alain Bocquet       | Front de gauche                                           | 1 047 | 6,27 %     |
|  | Olivier Henno       | Mouvement démocrate                                       | 811   | 4,86 %     |
|  | Pascale Montel      | Nouveau Parti anticapitaliste                             | 669   | 4,01 %     |
|  | François Dubout     | Centre national des indépendants et paysans (Liste Cht'i) | 375   | 2,25 %     |
|  | Éric Pecqueur       | Lutte ouvrière                                            | 212   | 1,27 %     |
|  | Mickaël Poillion    | Jeunes agriculteurs                                       | 12    | 0,07 %     |

Le taux d'abstention de ces élections était de 56,70 % des inscrits. Parmi les votants, 2,54 % ont voté blanc ou nul.

### 2004

#### 2etour
|  | Candidat           | Parti                            | Voix   | % exprimés |
|  | ------------------ | -------------------------------- | ------ | ---------- |
|  | Daniel Percheron   | Parti socialiste                 | 13 526 | 59,36 %    |
|  | Jean-Paul Delevoye | Rassemblement pour la République | 6 298  | 27,64 %    |
|  | Carl Lang          | Front national                   | 2 964  | 13,01 %    |

Le taux d'abstention de ces élections était de 37,57 %. Parmi les votants, 3,11 % ont voté blanc ou nul.

#### 1ertour
|  | Candidat            | Parti                              | Voix  | % exprimés |
|  | ------------------- | ---------------------------------- | ----- | ---------- |
|  | Daniel Percheron    | Parti socialiste                   | 8 053 | 36,73 %    |
|  | Jean-Paul Delevoye  | Rassemblement pour la République   | 3 369 | 15,36 %    |
|  | Carl Lang           | Front national                     | 2 556 | 11,66 %    |
|  | Jean-François Caron | Les Verts                          | 2 481 | 11,31 %    |
|  | Valérie Létard      | Union pour la démocratie française | 2 194 | 10,01 %    |
|  | Nicole Baudrin      | Lutte ouvrière                     | 1 236 | 5,64 %     |
|  | Alain Bocquet       | Parti communiste                   | 1 172 | 5,35 %     |

Le taux d'abstention de ces élections était de 40,03 %. Parmi les votants, 2,92 % ont voté blanc ou nul.

## Élections législatives
Villeneuve-d'Ascq appartient à la deuxième circonscription du Nord. Sauf précision contraire, les résultats qui suivent ne concernent que les résultats obtenus au sein de la commune de Villeneuve-d'Ascq.
Les électeurs villeneuvois représentent environ la moitié des inscrits de la circonscription.

### 2017
Les électeurs villeneuvois ont placé le député sortant Audrey Linkenheld en 2e position, alors qu'elle n'est arrivée que 3e dans la circonscription et n'a donc pas pu se maintenir. On notera la candidature de l'Ascquoise Hélène Hardy, première femme transgenre à se présenter aux élections législatives françaises,, dix ans après la candidature communiste de Camille Barré, première candidate transgenre à ces élections dans les Hauts-de-Seine.
|                                                                      | |                           |                           |                          |                          |
|                                                                      | | Premier tour 11 juin 2017 | Premier tour 11 juin 2017 | Second tour 18 juin 2017 | Second tour 18 juin 2017 |
|                                                                      | |                           |                           |                          |                          |
|                                                                      | | Nombre                    | % des inscrits            | Nombre                   | % des inscrits           |
| Inscrits                                                             | Inscrits | 39 257                    | 100,00                    | 39 257                   | 100,00                   |
| Abstentions                                                          | Abstentions | 20 420                    | 52,02                     | 22 956                   | 58,48                    |
| Votants                                                              | Votants | 18 837                    | 47,98                     | 16 301                   | 41,52                    |
|                                                                      | |                           | % des votants             |                          | % des votants            |
| Bulletins blancs                                                     | Bulletins blancs | 246                       | 1,31                      | 1 587                    | 9,74                     |
| Bulletins nuls                                                       | Bulletins nuls | 120                       | 0,31                      | 723                      | 4,44                     |
| Suffrages exprimés                                                   | Suffrages exprimés                                                                                                   | 18 471                    | 98,06                     | 13 991                   | 85,83                    |
|                                                                      | |                           |                           |                          |                          |
| Candidat Étiquette politique (partis et alliances)                   | Candidat Étiquette politique (partis et alliances)                                                                   | Voix                      | % des exprimés            | Voix                     | % des exprimés           |
|                                                                      | |                           |                           |                          |                          |
|                                                                      | Houmria Berrada La République en marche !                                                                            | 8 935                     | 22,53                     | 5 406                    | 38,64                    |
|                                                                      | Audrey Linkenheld (députée sortante) Parti socialiste                                                                | 3 384                     | 18,32                     |                          |                          |
|                                                                      | Ugo Bernalicis La France insoumise                                                                                   | 3 200                     | 17,32                     | 8 585                    | 61,36                    |
|                                                                      | Florence Bariseau Les Républicains (Union des démocrates et indépendants)                                            | 2 870                     | 15,54                     |                          |                          |
|                                                                      | Véronique Descamps Front national                                                                                    | 2 163                     | 11,71                     |                          |                          |
|                                                                      | Hélène Hardy Europe Écologie Les Verts                                                                               | 856                       | 4,63                      |                          |                          |
|                                                                      | Romain Leclercq Parti communiste français (Front de gauche)                                                          | 305                       | 1,65                      |                          |                          |
|                                                                      | Mohamed Bousnane Écologiste (Une France unie, diverse et solidaire)                                                  | 287                       | 1,55                      |                          |                          |
|                                                                      | Virginie Chauchoy Divers (Parti animaliste)                                                                          | 210                       | 1,14                      |                          |                          |
|                                                                      | Sébastien de Gouy Écologiste (Mouvement écologiste indépendant - Confédération pour l'homme, l'animal et la planète) | 193                       | 1,04                      |                          |                          |
|                                                                      | Pascale Rougée Lutte ouvrière                                                                                        | 156                       | 0,84                      |                          |                          |
|                                                                      | Elies Ben Helal Divers (Union populaire républicaine)                                                                | 151                       | 0,82                      |                          |                          |
|                                                                      | Madjid Messabihi Divers                                                                                              | 128                       | 0,68                      |                          |                          |
|                                                                      | Pascal-Alexandre Dudenko Divers gauche (Nouvelle Donne)                                                              | 115                       | 0,62                      |                          |                          |
|                                                                      | Tania Gandrot Divers gauche (Mouvement des progressistes)                                                            | 114                       | 0,62                      |                          |                          |
|                                                                      | Arnaud Beils Divers (Solidarité et progrès)                                                                          | 12                        | 0,06                      |                          |                          |
| Source : Ministère de l'Intérieur - Deuxième circonscription du Nord | |                           |                           |                          |                          |

### 2012

#### 2etour
Audrey Linkenheld a été élue député.
|  | Candidat                 | Parti                             | Voix V.-d'A. | % exprimés V.-d'A. | % exprimés 2e circ. |
|  | ------------------------ | --------------------------------- | ------------ | ------------------ | ------------------- |
|  | Audrey Linkenheld        | Parti socialiste                  |              | %                  | %                   |
|  | Caroline Boisard-Vannier | Union pour un mouvement populaire |              | %                  | %                   |

#### 1ertour
La candidate du Parti socialiste est arrivée largement en tête à Villeneuve-d'Ascq avec près de 40 % des voix, gagnant près de cinq points dans la commune par rapport à 2007. La gauche plurielle (Parti socialiste, Front de gauche, Europe Écologie Les Verts) a totalisé 55,43 %.
Ne figurent ci-dessous que les candidats ayant dépassé 1 % des suffrages exprimés.
|  | Candidat                 | Parti                             | Voix V.-d'A. | % exprimés V.-d'A. | % exprimés 2e circ. |
|  | ------------------------ | --------------------------------- | ------------ | ------------------ | ------------------- |
|  | Audrey Linkenheld        | Parti socialiste                  | 8 375        | 39,41 %            | 40,44 %             |
|  | Caroline Boisard-Vannier | Union pour un mouvement populaire | 4 690        | 22,07 %            | 20,32 %             |
|  | Thérèse Lesaffre         | Front national                    | 2 385        | 11,22 %            | 14,39 %             |
|  | Ugo Bernalicis           | Front de gauche                   | 1 841        | 8,66 %             | 8,87 %              |
|  | Éric Quiquet             | Europe Écologie Les Verts         | 1 565        | 7,36 %             | 7,44 %              |
|  | Christian Carnois        | Divers droite                     | 1 348        | 6,34 %             | 3,86 %              |
|  | Hamid Boujnane           | Nouveau Centre                    | 252          | 1,19 %             | 0,89 %              |

Le taux d'abstention de ces élections était de 45,78 %. Parmi les votants, 1,39 % ont voté blanc ou nul.

### 2007

#### 2etour
|  | Candidat         | Parti                             | Voix V.-d'A. | % exprimés V.-d'A. | % exprimés 2e circ. |
|  | ---------------- | --------------------------------- | ------------ | ------------------ | ------------------- |
|  | Bernard Derosier | Parti socialiste                  | 12 142       | 56,36 %            | 58,67 %             |
|  | Caroline Vannier | Union pour un mouvement populaire | 9 402        | 43,64 %            | 41,33 %             |

Le taux d'abstention des Villeneuvois à ces élections était de 42,37 %. Parmi les votants, 4,14 % ont voté blanc ou nul.

#### 1ertour
Ne figurent ci-dessous que les candidats ayant dépassé 1 % des suffrages exprimés.
|  | Candidat             | Parti                             | Voix V.-d'A. | % exprimés V.-d'A. | % exprimés 2e circ. |
|  | -------------------- | --------------------------------- | ------------ | ------------------ | ------------------- |
|  | Bernard Derosier     | Parti socialiste                  | 7 576        | 33,75 %            | 36,29 %             |
|  | Caroline Vannier     | Union pour un mouvement populaire | 6 647        | 29,61 %            | 28,88 %             |
|  | Christian Carnois    | UDF - Mouvement démocrate         | 3 616        | 16,11 %            | 12,85 %             |
|  | Jean-Pierre Mispelon | Les Verts                         | 1 253        | 5,58 %             | 5,35 %              |
|  | Lydie Thouvenot      | Ligue communiste révolutionnaire  | 882          | 3,93 %             | 3,71 %              |
|  | Frédéric Gossart     | Front national                    | 751          | 3,35 %             | 4,47 %              |
|  | Roger Maly           | Parti communiste                  | 615          | 2,74 %             | 3,48 %              |
|  | Pascale Rougée       | Extrême-gauche                    | 345          | 1,54 %             | 1,46 %              |
|  | Corinne Miran        | Écologiste                        | 237          | 1,06 %             | 1,08 %              |

Le taux d'abstention des Villeneuvois à ces élections était de 41,63 %. Parmi les votants, 1,40 % ont voté blanc ou nul.

### 2002
Arrivé en tête au premier tour à Villeneuve-d'Ascq et en troisième position sur la circonscription, Gérard Caudron s'est désisté pour Bernard Derosier.

#### 2etour
|  | Candidat          | Parti                                 | Voix V.-d'A. | % exprimés V.-d'A. | % exprimés 2e circ. |
|  | ----------------- | ------------------------------------- | ------------ | ------------------ | ------------------- |
|  | Bernard Derosier  | Parti socialiste                      | 10 729       | 51,73 %            | 54,57 %             |
|  | Christian Carnois | Union pour la majorité présidentielle | 10 012       | 48,27 %            | 45,43 %             |

Le taux d'abstention des Villeneuvois à ces élections était de 41,66 %. Parmi les votants, 5,44 % ont voté blanc ou nul.

#### 1ertour
Ne figurent ci-dessous que les candidats ayant dépassé 1 % des suffrages exprimés.
|  | Candidat           | Parti                                 | Voix V.-d'A. | % exprimés V.-d'A. | % exprimés 2e circ. |
|  | ------------------ | ------------------------------------- | ------------ | ------------------ | ------------------- |
|  | Gérard Caudron     | Pôle républicain                      | 6 862        | 28,58 %            | 18,52 %             |
|  | Christian Carnois  | Union pour la majorité présidentielle | 6 702        | 27,92 %            | 26,47 %             |
|  | Bernard Derosier   | Parti socialiste                      | 5 770        | 24,03 %            | 29,82 %             |
|  | Anne Coolzaet      | Front national                        | 1 884        | 7,85 %             | 11,10 %             |
|  | Marie Agbessi      | Les Verts                             | 738          | 3,07 %             | 2,98 %              |
|  | Céline Cuvelier    | Parti communiste                      | 405          | 1,69 %             | 2,42 %              |
|  | Nabil El Haggar    | Divers gauche                         | 358          | 1,49 %             | 2,66 %              |
|  | Nathalie Lauwerier | Ligue communiste révolutionnaire      | 342          | 1,42 %             | 1,49 %              |
|  | Pascale Rougée     | Lutte ouvrière                        | 235          | 0,98 %             | 1,26 %              |

Le taux d'abstention des Villeneuvois à ces élections était de 35,42 %. Parmi les votants, 1,12 % ont voté blanc ou nul.

### 1997
Bernard Derosier a été élu député.

#### 2etour
|  | Candidat           | Parti                            | Voix V.-d'A. | % exprimés V.-d'A. | % exprimés 2e circ. |
|  | ------------------ | -------------------------------- | ------------ | ------------------ | ------------------- |
|  | Bernard Derosier   | Parti socialiste                 |              |                    | 63,70 %             |
|  | Dominique Rosselle | Rassemblement pour la République |              |                    | 36,30 %             |

### 1993
Bernard Derosier a été élu député.

#### 2etour
|  | Candidat         | Parti                              | Voix V.-d'A. | % exprimés V.-d'A. | % exprimés 2e circ. |
|  | ---------------- | ---------------------------------- | ------------ | ------------------ | ------------------- |
|  | Bernard Derosier | Parti socialiste                   |              |                    | 51,12 %             |
|  | Thierry Degraeve | Union pour la démocratie française |              |                    | 48,88 %             |

### 1988
Bernard Derosier a été élu député.

#### 2etour
|  | Candidat         | Parti                              | Voix V.-d'A. | % exprimés V.-d'A. | % exprimés 2e circ. |
|  | ---------------- | ---------------------------------- | ------------ | ------------------ | ------------------- |
|  | Bernard Derosier | Parti socialiste                   |              |                    | 62,71 %             |
|  | D. Vandrabant    | Union pour la démocratie française |              |                    | 37,29 %             |

## Élections présidentielles

### 2017
Résultats locaux de l'élection présidentielle française de 2017.
Les résultats sont assez différents des résultats nationaux et régionaux. C'est Jean-Luc Mélenchon qui arrive en tête, comme à Lille, alors qu'il n'est que 4e au niveau national. Au premier tour, alors que Marine Le Pen est en tête dans la région avec 31,04% des suffrages exprimés, elle obtient un pourcentage deux fois plus faible et n'arrive qu'en 4e position dans la commune. Emmanuel Macron, premier au niveau national (24,01 %) et troisième au niveau régional (19,50 %), arrive 2e à Villeneuve d'Ascq, malgré un score de 2 points supérieur (25,93%) au résultat national (24,01 %).
Les résultats :
|             | LFi         | Jean-Luc Mélenchon    | 8 385  | 27,82 %    |        |            |  |  |
|             | EM          | Emmanuel Macron       | 7 817  | 25,93 %    | 20 042 | 76,24 %    |  |  |
|             | LR          | François Fillon       | 4 887  | 16,21 %    |        |            |  |  |
|             | FN          | Marine Le Pen         | 4 584  | 15,21 %    | 6 247  | 23,76 %    |  |  |
|             | PS          | Benoît Hamon          | 2 530  | 6,46 %     |        |            |  |  |
|             | DlF         | Nicolas Dupont-Aignan | 983    | 2,51 %     |        |            |  |  |
|             | UPR         | François Asselineau   | 339    | 1,12 %     |        |            |  |  |
|             | NPA         | Philippe Poutou       | 257    | 0,85 %     |        |            |  |  |
|             | LO          | Nathalie Arthaud      | 165    | 0,55 %     |        |            |  |  |
|             | RES         | Jean Lassalle         | 145    | 0,48 %     |        |            |  |  |
|             | SeP         | Jacques Cheminade     | 51     | 0,17 %     |        |            |  |  |
|             |             |                       |        |            |        |            |  |  |
|             |             |                       | Nombre | % inscrits | Nombre | % inscrits |  |  |
| Inscrits    | Inscrits    | Inscrits              | 39 182 |            | 39 189 |            |  |  |
| Abstentions | Abstentions | Abstentions           | 8 412  | 21,47 %    | 10 129 | 25,85 %    |  |  |
| Votants     | Votants     | Votants               | 30 770 | 78,53 %    | 29 060 | 74,15 %    |  |  |
|             |             |                       |        |            |        |            |  |  |
|             |             |                       |        | % votants  |        | % votants  |  |  |
| Blancs      | Blancs      | Blancs                | 431    | 1,40 %     | 2 044  | 7,03 %     |  |  |
| Nuls        | Nuls        | Nuls                  | 196    | 0,64 %     | 727    | 2,50 %     |  |  |
| Exprimés    | Exprimés    | Exprimés              | 30 143 | 97,96 %    | 26 289 | 90,46 %    |  |  |

### 2012
Résultats locaux de l'élection présidentielle française de 2012.

#### 2etour
C'est le candidat du Parti socialiste et futur président, François Hollande, qui est arrivé en tête du scrutin avec une large avance.
|  | Liste conduite par | Parti                             | Voix,  | % exprimés |
|  | ------------------ | --------------------------------- | ------ | ---------- |
|  | François Hollande  | Parti socialiste                  | 17 838 | 59,72 %    |
|  | Nicolas Sarkozy    | Union pour un mouvement populaire | 12 030 | 40,28 %    |

Le taux d'abstention de ces élections était de 20,85 %. Parmi les 31 417 votants, 1 549 (4,93 %) ont voté blanc ou nul,.

#### 1ertour
C'est le candidat du Parti socialiste qui est arrivé en tête, avec un score légèrement supérieur au résultat national, suivi par le président sortant Nicolas Sarkozy. Globalement, les résultats sont similaires aux résultats nationaux, les candidats arrivant dans le même ordre, excepté une inversion entre les candidats du Front de gauche et du Front national.
|  | Liste conduite par    | Parti                             | Voix,  | % exprimés |
|  | --------------------- | --------------------------------- | ------ | ---------- |
|  | François Hollande     | Parti socialiste                  | 10 237 | 33,16 %    |
|  | Nicolas Sarkozy       | Union pour un mouvement populaire | 7 059  | 22,86 %    |
|  | Jean-Luc Mélenchon    | Front de gauche                   | 4 729  | 15,32 %    |
|  | Marine Le Pen         | Front national                    | 4 249  | 13,76 %    |
|  | François Bayrou       | Mouvement démocrate               | 2 725  | 8,83 %     |
|  | Eva Joly              | Europe Écologie Les Verts         | 981    | 3,18 %     |
|  | Nicolas Dupont-Aignan | Debout la République              | 368    | 1,19 %     |
|  | Philippe Poutou       | Nouveau Parti anticapitaliste     | 304    | 0,98 %     |
|  | Nathalie Arthaud      | Lutte ouvrière                    | 164    | 0,63 %     |
|  | Jacques Cheminade     | Solidarité et progrès             | 58     | 0,19 %     |

Le taux d'abstention de ces élections était de 20,85 %. Parmi les 31 402 votants, 258 (1,68 %) ont voté blanc ou nul,.

### 2007
Résultats locaux de l'élection présidentielle française de 2007.

#### 2etour
C'est le candidat du Parti socialiste qui est arrivé nettement en tête, à l'inverse du résultat national.
|  | Candidat        | Parti                             | Voix   | % exprimés |
|  | --------------- | --------------------------------- | ------ | ---------- |
|  | Ségolène Royal  | Parti socialiste                  | 17 520 | 55,50 %    |
|  | Nicolas Sarkozy | Union pour un mouvement populaire | 1 450  | 44,50 %    |

Le taux d'abstention de ces élections était de 15,83 %. Parmi les inscrits, 3,57 % ont voté blanc ou nul.

#### 1ertour
Le résultat du scrutin était assez semblable aux résultats nationaux, à ceci près que c'est le candidat du Parti socialiste qui est arrivé en tête.
|  | Candidat             | Parti                               | Voix   | % exprimés |
|  | -------------------- | ----------------------------------- | ------ | ---------- |
|  | Ségolène Royal       | Parti socialiste                    | 10 056 | 31,77 %    |
|  | Nicolas Sarkozy      | Union pour un mouvement populaire   | 8 449  | 26,69 %    |
|  | François Bayrou      | Union pour la démocratie française  | 6 250  | 19,74 %    |
|  | Jean-Marie Le Pen    | Front national                      | 2 529  | 7,99 %     |
|  | Olivier Besancenot   | Ligue communiste révolutionnaire    | 1 626  | 5,14 %     |
|  | Dominique Voynet     | Les Verts                           | 596    | 1,88 %     |
|  | Arlette Laguiller    | Lutte ouvrière                      | 545    | 1,72 %     |
|  | Marie-George Buffet  | Parti communiste                    | 521    | 1,65 %     |
|  | José Bové            | sans étiquette                      | 459    | 1,45 %     |
|  | Philippe de Villiers | Mouvement pour la France            | 402    | 1,27 %     |
|  | Frédéric Nihous      | Chasse, pêche, nature et traditions | 174    | 0,55 %     |
|  | Gérard Schivardi     | Parti des travailleurs              | 50     | 0,16 %     |

Le taux d'abstention de ces élections était de 17,68 %. Parmi les inscrits, 1,12 % ont voté blanc ou nul.

### 2002
Résultats locaux de l'élection présidentielle française de 2002.

#### 2etour
Les résultats sont globalement les mêmes qu'au niveau national, mais moins de voix sont allées au Front national.
|  | Candidat          | Parti                            | Voix   | % exprimés |
|  | ----------------- | -------------------------------- | ------ | ---------- |
|  | Jacques Chirac    | Rassemblement pour la République | 24 773 | 86,29 %    |
|  | Jean-Marie Le Pen | Front national                   | 3 935  | 13,71 %    |

Le taux d'abstention de ces élections était de 19,79 %. Parmi les inscrits, 4,22 % ont voté blanc ou nul.

#### 1ertour
Lionel Jospin, arrivé 3e au niveau national, est arrivé en tête.
|  | Candidat                | Parti                               | Voix  | % exprimés |
|  | ----------------------- | ----------------------------------- | ----- | ---------- |
|  | Lionel Jospin           | Parti socialiste                    | 5 164 | 19,68 %    |
|  | Jacques Chirac          | Rassemblement pour la République    | 4 000 | 15,24 %    |
|  | Jean-Marie Le Pen       | Front national                      | 3 496 | 13,32 %    |
|  | Noël Mamère             | Les Verts                           | 2 489 | 9,48 %     |
|  | François Bayrou         | Union pour la démocratie française  | 2 032 | 7,74 %     |
|  | Arlette Laguiller       | Lutte ouvrière                      | 1 896 | 7,22 %     |
|  | Jean-Pierre Chevènement | Mouvement des citoyens              | 1 726 | 6,58 %     |
|  | Olivier Besancenot      | Ligue communiste révolutionnaire    | 1 357 | 5,17 %     |
|  | Alain Madelin           | Démocratie libérale                 | 1 054 | 4,02 %     |
|  | Robert Hue              | Parti communiste                    | 669   | 2,55 %     |
|  | Christiane Taubira      | Parti radical de gauche             | 636   | 2,42 %     |
|  | Corinne Lepage          | Cap21                               | 507   | 1,93 %     |
|  | Bruno Mégret            | Mouvement national républicain      | 485   | 1,45 %     |
|  | Jean Saint-Josse        | Chasse, pêche, nature et traditions | 327   | 1,25 %     |
|  | Christine Boutin        | Forum des républicains sociaux      | 286   | 1,09 %     |
|  | Daniel Gluckstein       | Parti des travailleurs              | 120   | 0,46 %     |

Le taux d'abstention de ces élections était de 27,82 %. Parmi les inscrits, 2,69 % ont voté blanc ou nul.

### 1988
Résultats locaux de l'élection présidentielle française de 1988.

#### 1ertour
À Villeneuve-d'Ascq au premier tour, François Mitterrand devance de plus de 21 points le premier candidat de droite.

## Élections européennes

### 2019
Le mode de scrutin français connaît un changement par rapport aux élections de 2014, avec le passage de huit circonscriptions interrégionales à une circonscription nationale.
|                    | Renaissance soutenue par La République en marche, le MoDem et ses partenaires La République en marche, Mouvement démocrate, Agir, Mouvement radical, Union des démocrates et des écologistes et Alliance centriste | 4 789  | 24,78 | RE        |  |  |
|                    | Europe Écologie Europe Écologie Les Verts, Alliance écologiste indépendante et Régions et peuples solidaires | 3 658  | 18,93 | Verts/ALE |  |  |
|                    | Prenez le pouvoir, liste soutenue par Marine Le Pen Rassemblement national | 2 822  | 14,60 | ID        |  |  |
|                    | La France insoumise La France insoumise, Parti de gauche, Gauche républicaine et socialiste et Mouvement républicain et citoyen                                                                                    | 1 830  | 9,47  | GUE/NGL   |  |  |
|                    | Envie d'Europe écologique et sociale Parti socialiste, Place publique, Nouvelle Donne et Parti radical de gauche                                                                                                   | 1 317  | 6,82  | S&D       |  |  |
|                    | Union de la droite et du centre Les Républicains, Les Centristes et Chasse, pêche, nature et traditions | 1 017  | 5,26  | PPE       |  |  |
|                    | Liste citoyenne du Printemps européen avec Benoît Hamon soutenue par Génération.s et DéME-DiEM25 Génération.s | 785    | 4,06  |           |  |  |
|                    | Parti animaliste Parti animaliste | 442    | 2,29  |           |  |  |
|                    | Union pour une Europe au service des peuples Union des démocrates musulmans français | 431    | 2,23  |           |  |  |
|                    | Pour l'Europe des gens, contre l'Europe de l'argent Parti communiste français et République et socialisme | 399    | 2,06  |           |  |  |
|                    | Les Européens Union des démocrates et indépendants, Force européenne démocrate et La Gauche moderne | 386    | 2,00  |           |  |  |
|                    | Urgence écologie Génération écologie, Mouvement écologiste indépendant et Mouvement des progressistes et Union des démocrates et des écologistes                                                                   | 374    | 1,94  |           |  |  |
|                    | Le courage de défendre les Français avec Nicolas Dupont-Aignan. Debout la France ! – CNIP Debout la France et Centre national des indépendants et paysans                                                          | 360    | 1,86  |           |  |  |
|                    | Ensemble pour le Frexit Union populaire républicaine | 223    | 1,15  |           |  |  |
|                    | Lutte ouvrière – contre le grand capital, le camp des travailleurs Lutte ouvrière | 164    | 0,85  |           |  |  |
|                    | Ensemble Patriotes et Gilets jaunes : pour la France, sortons de l'Union européenne ! Les Patriotes | 117    | 0,61  |           |  |  |
|                    | Alliance jaune, la révolte par le vote Sans étiquette | 70     | 0,36  |           |  |  |
|                    | Parti fédéraliste européen – Pour une Europe qui protège ses citoyens Parti fédéraliste européen | 30     | 0,16  |           |  |  |
|                    | Les oubliés de l'Europe – artisans, commerçants, professions libérales et indépendants – ACPLI Coordination nationale des indépendants                                                                             | 30     | 0,16  |           |  |  |
|                    | Espéranto – langue commune équitable pour l'Europe Europe Démocratie Espéranto | 20     | 0,10  |           |  |  |
|                    | PACE – Parti des citoyens européens Parti des citoyens européens | 19     | 0,10  |           |  |  |
|                    | Parti pirate Parti pirate | 10     | 0,05  |           |  |  |
|                    | Décroissance 2019 Parti pour la décroissance | 9      | 0,05  |           |  |  |
|                    | Allons enfants Allons enfants, le parti de la jeunesse | 7      | 0,04  |           |  |  |
|                    | La ligne claire Parti de l'in-nocence et Souveraineté, identité et libertés | 5      | 0,03  |           |  |  |
|                    | À voix égales Sans étiquette | 4      | 0,02  |           |  |  |
|                    | Neutre et actif Sans étiquette | 3      | 0,02  |           |  |  |
|                    | Union démocratique pour la liberté, égalité, fraternité (UDLEF) Union démocratique pour la liberté, égalité, fraternité                                                                                            | 2      | 0,01  |           |  |  |
|                    | Mouvement pour l'initiative citoyenne Mouvement pour l'initiative citoyenne | 1      | 0,01  |           |  |  |
|                    | Liste de la reconquête Dissidence française | 0      | 0,00  |           |  |  |
|                    | Une France royale au cœur de l'Europe Alliance royale | 0      | 0,00  |           |  |  |
|                    | Démocratie représentative La révolution est en marche | 0      | 0,00  |           |  |  |
|                    | Évolution citoyenne Sans étiquette | 0      | 0,00  |           |  |  |
|                    | Parti révolutionnaire Communistes Parti révolutionnaire Communistes | 0      | 0,00  |           |  |  |
|                    | |        |       |           |  |  |
| Suffrages exprimés | Suffrages exprimés | 19 324 | 97,43 |           |  |  |
| Votes blancs       | Votes blancs | 283    | 1,43  |           |  |  |
| Votes nuls         | Votes nuls | 227    | 1,14  |           |  |  |
| Total              | Total | 39 292 | 100   |           |  |  |
| Abstentions        | Abstentions | 19 458 | 49,52 |           |  |  |
| Votants            | Votants | 19 834 | 50,48 |           |  |  |

### 2014
Villeneuve d'Ascq fait partie de la circonscription Nord-Ouest.
Les listes qui ont fait plus de 1% sont présentées dans l'ordre décroissant des résultats.
|                  | Nombre de voix | % inscrits | % votants |
| ---------------- | -------------- | ---------- | --------- |
| Inscrits         | 39 224         | 100,00     |           |
| Votants          | 16 386         |            |           |
| Bulletins blancs | 300            |            |           |
| Bulletins nuls   | 165            |            |           |
| Exprimés         | 15 921         | 41,78      |           |

| Liste Parti | Liste Parti                                                                                    | Tête de liste        | Voix  | % exprimés | % exprimés circonscription |
| ----------- | ---------------------------------------------------------------------------------------------- | -------------------- | ----- | ---------- | -------------------------- |
|             | « Liste bleu marine. Oui à la France, non à Bruxelles » Front national                         | Marine Le Pen        | 3 031 | 19,04      | 33,61                      |
|             | « Pour la France, agir en Europe avec Jérôme Lavrilleux » Union pour un mouvement populaire    | Jérôme Lavrilleux    | 2 564 | 16,10      | 18,75                      |
|             | « Choisir notre Europe » Parti socialiste-Parti radical de gauche                              | Gilles Pargneaux     | 2 558 | 16,07      | 11,78                      |
|             | « Liste Europe Écologie » Europe Écologie Les Verts                                            | Karima Delli         | 2 208 | 13,87      | 7,16                       |
|             | « UDI-MoDem Les Européens. Liste soutenue par François Bayrou et Jean-Louis Borloo »           | Dominique Riquet     | 1 792 | 11,26      | 9,38                       |
|             | « Non à l'austérité. Pour l'Humain d'abord » Front de gauche                                   | Jacky Hénin          | 1 159 | 7,28       | 6,38                       |
|             | « Nouvelle Donne »                                                                             | Arthur Devriendt     | 656   | 4,12       | 2,41                       |
|             | « Nous Citoyens »                                                                              | André-Paul Leclercq  | 647   | 4,06       | 1,49                       |
|             | « Debout la France ! Ni système, ni extrêmes avec Nicolas Dupont-Aignan » Debout la République | Jean-Philippe Tanguy | 406   | 2,55       | 4,16                       |
|             | « Lutte ouvrière - Faire entendre le camp des travailleurs »                                   | Éric Pecqueur        | 241   | 1,51       | 1,68                       |

### 2009
Villeneuve d'Ascq fait partie de la circonscription Nord-Ouest.
La particularité de cette élection est la quasi-égalité à Villeneuve-d'Ascq des listes de la Majorité Présidentielle, Europe Écologie et Parti socialiste à 21 % chacune.
Ne figurent ci-dessous que les candidats ayant dépassé 1 % des suffrages exprimés.
|  | Liste conduite par | Parti                                               | Voix  | % exprimés |
|  | ------------------ | --------------------------------------------------- | ----- | ---------- |
|  | Dominique Riquet   | Majorité présidentielle                             | 3 389 | 21,81 %    |
|  | Hélène Flautre     | Europe Écologie                                     | 3 365 | 21,65 %    |
|  | Gilles Pargneaux   | Parti socialiste                                    | 3 193 | 20,55 %    |
|  | Corinne Lepage     | Mouvement démocrate                                 | 1 552 | 9,99 %     |
|  | Christine Poupin   | Nouveau Parti anticapitaliste                       | 962   | 6,19 %     |
|  | Jacky Hénin        | Front de gauche                                     | 864   | 5,56 %     |
|  | Marine Le Pen      | Front national                                      | 817   | 5,26 %     |
|  | Bernard Frau       | Alliance écologiste indépendante                    | 530   | 3,41 %     |
|  | Thierry Grégoire   | Divers gauche                                       | 282   | 1,81 %     |
|  | Frédéric Nihous    | Divers droite (Chasse, pêche, nature et traditions) | 230   | 1,48 %     |
|  | Éric Pecqueur      | Extrême-gauche                                      | 203   | 1,31 %     |

Le taux d'abstention de ces élections était de 59,64 %. Parmi les votants, 2,33 % ont voté blanc ou nul.

### 2004
La liste du Parti socialiste conduite par Henri Weber est arrivée nettement en tête avec 34,94 % des voix.
Ne figurent ci-dessous que les candidats ayant dépassé 1 % des suffrages exprimés.
|  | Liste conduite par    | Parti                                           | Voix  | % exprimés |
|  | --------------------- | ----------------------------------------------- | ----- | ---------- |
|  | Henri Weber           | Parti socialiste                                | 5 518 | 34,94 %    |
|  | Tokia Saifi           | Union pour un mouvement populaire               | 2 266 | 14,35 %    |
|  | Hélène Flautre        | Les Verts                                       | 2 230 | 14,12 %    |
|  | Jean-Louis Bourlanges | Union pour la démocratie française              | 1 653 | 10,47 %    |
|  | Carl Lang             | Front national                                  | 1 301 | 8,24 %     |
|  | Jacky Hénin           | Parti communiste                                | 736   | 4,66 %     |
|  | Yves Butel            | Mouvement pour la France                        | 585   | 3,70 %     |
|  | Nicole Baudrin        | Lutte ouvrière-Ligue communiste révolutionnaire | 540   | 3,42 %     |
|  | Jean-Paul Sueur       | La France d'en bas                              | 213   | 1,35 %     |
|  | Julien Duquenne       | Oui, à l'Europe Fraternelle                     | 199   | 1,26 %     |
|  | Patrice Hernu         | Pasqua, la France en tête                       | 190   | 1,20 %     |

Le taux d'abstention de ces élections était de 57,31 %. Parmi les votants, 2,11 % ont voté blanc ou nul.

## Référendums

### Traité établissant une constitution pour l'Europe (2005)
Lors du référendum sur le traité établissant une constitution pour l'Europe, la majorité des Villeneuvois ont rejeté le texte, comme la majorité des Français, mais avec un score plus faible (51,96 % au lieu de 54,67 % au niveau national).
|  | Oui / Non | Voix   | % exprimés |
|  | --------- | ------ | ---------- |
|  | Oui       | 12 340 | 48,04 %    |
|  | Non       | 13 349 | 51,96 %    |

À ce référendum, le taux d'abstention a été de 31,23 %. 2,14 % des votants ont voté blanc ou nul.

### Traité de Maastricht (1992)
Le traité de Maastricht a largement été ratifié par les Villeneuvois avec 61,07 % de oui, contre seulement 51,04 % au niveau national.
|  | Oui / Non | Voix   | % exprimés |
|  | --------- | ------ | ---------- |
|  | Oui       | 14 986 | 61,07 %    |
|  | Non       | 9 553  | 38,93 %    |

À ce référendum, le taux d'abstention a été de 28,90 %. Par ailleurs, 3,00 % des votants ont voté blanc ou nul.